# 2010年玻利維亞森林火災
2010年玻利維亞森林火災，是一場從2010年8月15日開始延燒多日的森林火災，玻利維亞政府發佈緊急狀態。這場大火災情廣達150萬公頃，政府缺乏足夠的空中滅火設施，以致於無法有效撲滅火勢。火災濃煙影響飛航安全，機場短暫關閉，許多航班延遲。

## 外部連結
- Reporte Cartografía de Quemas e Incendios Forestales en Bolivia （页面存档备份，存于） 玻利維亞森林火災報告